# Areoscelis
Araeoscelis jest nazwą rodzajową jednego z pierwszych diapsydów. Żył we wczesnym permie, czyli nieco później niż uznawany za pierwszego reprezentanta tej grupy petrolakozaur. Jego szczątki odkryto na terenie Teksasu.
Było to zwierzę przypominające z wyglądu dzisiejsze jaszczurki. Długość ciała wynosiła 60 cm. W przeciwieństwie do petrolakozaura, posiadającego ostre, szpiczaste zęby, u areoscelis miały one stożkowaty wygląd i były tępe. Uważa się, w związku z tym, że miały bardziej wyspecjalizowany charakter, co łączy się z określoną dietą zwierzęcia. Prawdopodobnie jego łupem padały lądowe stawonogi (owady). Uzębienie areoscelis wydaje się dobrze dostosowane do miażdżenia ich chitynowych pancerzyków.
Główną cechą charakterystyczną tego gada jest jednak budowa jego czaszki. Mimo że należał do wczesnych diapsydów, nie posiadał dwóch, ale jedną parę otworów skroniowych. Dolna para zanikła prawdopodobnie dlatego, by wzmocnić szczęki areoscelis. Taka redukcja nadała czaszce zwierzęcia charakter analogiczny do charakteru czaszek grupy Euryapsida.